# Pierre-Alexandre Parenteau
Pour les articles homonymes, voir Parenteau.
Pierre-Alexandre Parenteau (né le 24 mars 1983 à Hull, province de Québec au Canada) est un joueur professionnel canadien de hockey sur glace.

## Biographie

### Carrière en club
Il commence sa carrière en 1999 dans la Ligue de hockey junior majeur du Québec en jouant pour les Wildcats de Moncton. Il est choisi en 2001 au cours du repêchage d'entrée dans la Ligue nationale de hockey par les Mighty Ducks d'Anaheim lors du 9e tour, en 264e position. De 2003 à 2007, il alterne entre deux ligues nord-américaines, la Ligue américaine de hockey et l'ECHL. En 2006, il joue ses premiers matchs en LNH sous les couleurs des Blackhawks de Chicago. Le 2 juillet 2010, il signe un contrat d'un an avec les Islanders de New York. Le 1er juillet 2012, il signe un contrat de quatre ans et d'une valeur de 16 millions de dollars avec l'Avalanche du Colorado. Le 30 juin 2014, il est échangé aux Canadiens de Montréal en compagnie d'un choix de 5e tour en 2015 contre Daniel Brière. Le 28 juin 2015, l'organisation du Canadiens met le nom de Pierre-Alexandre Parenteau au ballotage, mais il n'est pas réclamé. Marc Bergevin, directeur général du Canadiens de Montréal, décide de racheter son contrat une journée plus tard. Le 1er juillet 2015, il signe un contrat d'un an avec les Maple Leafs de Toronto pour un montant de 1,5 million de dollars.
Le 2 juillet 2016, il effectue un retour avec les Islanders de New York avec lesquels il s'entend pour une saison. 
Le 11 octobre 2016, il est réclamé au ballottage par les Devils du New Jersey.
Le 1er mars 2017, il est échangé aux Predators de Nashville en retour d'un choix de 6e ronde au repêchage de 2017. Depuis 2018, il est commentateur à TVA Sports.

### Carrière en équipe nationale
Il a représenté l'Équipe du Canada lors du Championnat du monde juniors 2003.

## Parenté dans le sport
Il est le cousin de Pierre-Marc Bouchard.

## Statistiques

### En club
| Saison     | Équipe                      | Ligue      |     | Saison régulière | Saison régulière | Saison régulière | Saison régulière | Saison régulière |   | Séries éliminatoires | Séries éliminatoires | Séries éliminatoires | Séries éliminatoires | Séries éliminatoires |
| Saison     | Équipe                      | Ligue      | PJ  | B                | A                | Pts              | Pun              | PJ               | B | A                    | Pts                  | Pun                  |                      |                      |
| 2000-2001  | Wildcats de Moncton         | LHJMQ      | 45  | 10               | 19               | 29               | 38               | -                | - | -                    | -                    | -                    |                      |                      |
| 2000-2001  | Saguenéens de Chicoutimi    | LHJMQ      | 28  | 10               | 13               | 23               | 14               | 7                | 4 | 7                    | 11                   | 2                    |                      |                      |
| 2001-2002  | Saguenéens de Chicoutimi    | LHJMQ      | 68  | 51               | 67               | 118              | 120              | 4                | 3 | 1                    | 4                    | 10                   |                      |                      |
| 2002-2003  | Saguenéens de Chicoutimi    | LHJMQ      | 31  | 20               | 35               | 55               | 56               | -                | - | -                    | -                    | -                    |                      |                      |
| 2002-2003  | Castors de Sherbrooke       | LHJMQ      | 28  | 13               | 35               | 48               | 84               | 12               | 8 | 11                   | 19                   | 6                    |                      |                      |
| 2003-2004  | Mighty Ducks de Cincinnati  | LAH        | 66  | 14               | 16               | 30               | 20               | 7                | 1 | 2                    | 3                    | 6                    |                      |                      |
| 2004-2005  | Mighty Ducks de Cincinnati  | LAH        | 76  | 17               | 24               | 41               | 58               | 9                | 2 | 0                    | 2                    | 8                    |                      |                      |
| 2005-2006  | Pirates de Portland         | LAH        | 56  | 22               | 27               | 49               | 42               | 19               | 5 | 17                   | 22                   | 24                   |                      |                      |
| 2005-2006  | Lynx d'Augusta              | ECHL       | 2   | 0                | 1                | 1                | 0                | -                | - | -                    | -                    | -                    |                      |                      |
| 2006-2007  | Pirates de Portland         | LAH        | 28  | 15               | 13               | 28               | 35               | -                | - | -                    | -                    | -                    |                      |                      |
| 2006-2007  | Admirals de Norfolk         | LAH        | 40  | 15               | 36               | 51               | 12               | 6                | 2 | 1                    | 3                    | 2                    |                      |                      |
| 2006-2007  | Blackhawks de Chicago       | LNH        | 5   | 0                | 1                | 1                | 2                | -                | - | -                    | -                    | -                    |                      |                      |
| 2007-2008  | Wolf Pack de Hartford       | LAH        | 75  | 34               | 47               | 81               | 81               | 5                | 3 | 2                    | 5                    | 13                   |                      |                      |
| 2008-2009  | Wolf Pack de Hartford       | LAH        | 74  | 29               | 49               | 78               | 142              | -                | - | -                    | -                    | -                    |                      |                      |
| 2009-2010  | Wolf Pack de Hartford       | LAH        | 35  | 20               | 25               | 45               | 63               | -                | - | -                    | -                    | -                    |                      |                      |
| 2009-2010  | Rangers de New York         | LNH        | 22  | 3                | 5                | 8                | 4                | -                | - | -                    | -                    | -                    |                      |                      |
| 2010-2011  | Islanders de New York       | LNH        | 81  | 20               | 33               | 53               | 46               | -                | - | -                    | -                    | -                    |                      |                      |
| 2011-2012  | Islanders de New York       | LNH        | 80  | 18               | 49               | 67               | 89               | -                | - | -                    | -                    | -                    |                      |                      |
| 2012-2013  | Avalanche du Colorado       | LNH        | 48  | 18               | 25               | 43               | 38               | -                | - | -                    | -                    | -                    |                      |                      |
| 2013-2014  | Avalanche du Colorado       | LNH        | 55  | 14               | 19               | 33               | 30               | 7                | 1 | 2                    | 3                    | 2                    |                      |                      |
| 2014-2015  | Canadiens de Montréal       | LNH        | 56  | 6                | 14               | 22               | 30               | 8                | 1 | 1                    | 2                    | 2                    |                      |                      |
| 2015-2016  | Maple Leafs de Toronto      | LNH        | 77  | 20               | 21               | 41               | 68               | -                | - | -                    | -                    | -                    |                      |                      |
| 2016-2017  | Devils du New Jersey        | LNH        | 59  | 13               | 14               | 27               | 35               | -                | - | -                    | -                    | -                    |                      |                      |
| 2016-2017  | Predators de Nashville      | LNH        | 8   | 0                | 1                | 1                | 0                | 5                | 0 | 0                    | 0                    | 0                    |                      |                      |
| 2017-2018  | Avtomobilist Iekaterinbourg | KHL        | 20  | 3                | 10               | 13               | 4                | 5                | 0 | 1                    | 1                    | 2                    |                      |                      |
| Totaux LNH | Totaux LNH                  | Totaux LNH | 491 | 114              | 182              | 296              | 342              | 20               | 2 | 3                    | 5                    | 4                    |                      |                      |

### En équipe nationale
| Année | Évènement                   |   | PJ | B | A | Pts | Pun               |  | Résultat |
| 2003  | Championnat du monde junior | 6 | 4  | 3 | 7 | 2   | Médaille d'argent |  |          |

## Trophées et honneurs personnels
- Ligue américaine de hockey : nommé dans la 1re équipe d'étoiles en 2009